# Rolf inkognito
Rolf inkognito è un film muto del 1920 diretto da Erich Schönfelder.

## Produzione
Il film fu prodotto dalla Rolf-Film GmbH (Berlin).